# 1607 Mavis
Az 1607 Mavis (ideiglenes jelöléssel 1950 RA) a Naprendszer kisbolygóövében található aszteroida. Ernest Leonard Johnson fedezte fel 1950. szeptember 3-án, Johannesburgban.